# Ludmila Brožová-Polednová
Ludmila Brožová-Polednová, rozená Biedermannová (v březnu 1950 si změnila příjmení na Brožová; 20. prosince 1921 Praha – 15. ledna 2015 Plzeň) byla prokurátorka Státního soudu, oddělení Praha (1950–1952), později (po zrušení státní prokuratury) okresní prokurátorka Rokycany (od roku 1953) a prokurátorka Generální prokuratury. Byla jediným aktivním účastníkem vykonstruovaných politických procesů v 50. letech, který byl odsouzen. Brožová-Polednová byla odsouzena za svůj podíl na justiční vraždě Milady Horákové k 6 letům odnětí svobody nepodmíněně. Tento trest jí byl zmírněn v roce 2010 prezidentskou milostí.

## Dělnická prokurátorka

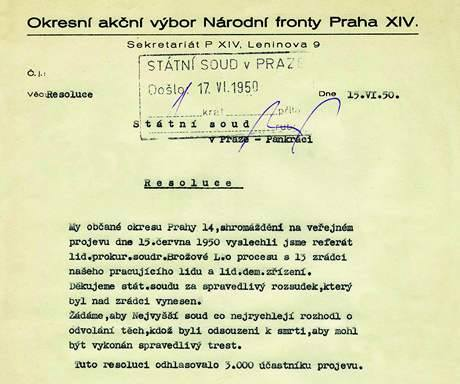
"Lidová rezoluce" z dob politických procesů v roce 1950, Proces se skupinou Milady Horákové

Byla absolventkou (tzv. dělnickou prokurátorkou) dvouleté Právnické školy pracujících – absolventka Právnické školy pracujících (1. prosince 1948 až 30. listopadu 1949) Ludmila Biedermannová–Brožová–Polednová, zařazená od 1. dubna 1950 do církevního
odd. SP prokurátora Čížka, ve skutečnosti však bez právnického vzdělání i praxe. Komunistickou stranou byla dosazena na místo prokurátora, ze kterého se po roce 1948 stala klíčová osoba při řízení, inscenaci a manipulaci soudních procesů.
Je známá jako prokurátorka z vykonstruovaných procesů v dobách stalinismu v 50. letech, například s JUDr. Miladou Horákovou a spol. nebo také s Vítem Tajovským. Mezi historiky byly vedeny debaty s nejistým výsledkem, proč právě nezkušená Brožová byla vybrána do procesu. Pravděpodobně proto, že mezi obžalovanými byly také ženy a nezdálo se jako vhodné, že by je měli soudit jen muži. Byla vybrána do procesu s Horákovou zřejmě proto, aby tři obviněné ženy souzené mužem nevzbudily u veřejnosti lítost.[zdroj?] Podílela se na vyšetřování Dr. Josefa Toufara, který 25. února 1950 zemřel, viz Číhošťský zázrak. Brožová svou vinu vždy popírala, existuje filmový záznam jejího projevu proti obžalovaným, včetně Dr. Horákové. Osobně se účastnila licitace v kolektivu soudců, prokurátorů náměstka ministra spravedlnosti Karla Klose s návrhem trestů ještě před soudním procesem. Angažovala se pro odmítnutí milosti pro Horákovou u prezidenta republiky. Účastnila se její popravy ve věznici na Pankráci, v ten samý den po výkonu trestu smrti řečnila Brožová na svolané manifestaci na náměstí Prokopa Holého v Praze na Žižkově o úspěchu soudu. S výjimkou prvních čtyř měsíců roku 1956, kdy byla na mateřské dovolené, zpracovávala Ludmila Brožová na Krajské prokuratuře v Plzni všechny žaloby v protistátních věcech od počátku roku 1953 do dubna 1964.
Její činnost jako prokurátorky je také možno považovat jako ukázku tzv. třídní justice, tedy za stejné činy měly být navrhovány rozdílné trestní sazby podle třídního postavení: továrník přísnějšími tresty, dělník mírnější.
„Rozhodnutím soudu jsem velmi překvapená. Považte, že v době, kdy se konalo přelíčení s Miladou Horákovou, jsem neměla dodělanou právnickou fakultu. Měla jsem jen právnickou školu. Na státním zastupitelství jsem dělala nějakou kartotéku a u jednání jsem ještě nesměla sama vystupovat. Vždycky tam musel být nějaký renomovaný prokurátor. Pak za mnou přišli, dali mi takový svazek,“ takto popisuje Polednová chvíli, kdy se jí do ruky poprvé dostal spis Horákové.
Na svou obhajobu ve věci svého působení v procesu s Miladou Horákovou uvedla: Poslechněte, když vám někdo předloží spis, ve kterém se píše o zbraních a já nevím o čem ještě... Já byla novicka a hrůzou byla celá vyplašená z toho, co to je za trestnou činnost. Přitom Milada Horáková byla právnička a mohli jste snad slyšet z toho procesu, co mluvila. Být na jejím místě, tak bych především řekla, že to, z čeho je obviněna, není pravda. Ona se přiznávala. Prokurátor je vinen a není vinen žádný ze soudců. A ten, kdo na mě podal oznámení, byl sám členem strany, později než já. Já jsem vstupovala do strany v šestačtyřicátém roce, a to proto, že jsem nechtěla, abych znovu musela prožít nezaměstnanost, krizi, válku a tak dále. „Když jsem si obžalobu Horákové přečetla, byla to pro mne závažná trestná činnost. Věřila jsem, že to je pravda. Kdo mě zná, ví, že jsem spravedlivý člověk. Nikdy jsem nechtěla nikomu nespravedlivě ublížit,“ „Rozhodnutí v případu Horákové přece potvrdil i Nejvyšší soud. Prokurátor přece nesoudí. Bylo tam dobře šest erudovaných prokurátorů, kteří to viděli stejně jako já. Nikdy jsem se necítila vinna a necítím se vinna.“
Na otázku, proč byla účastna popravě Milady Horákové odpověděla: Proč? Protože jsme museli. Špatně mi bylo a navzájem jsme se museli s kolegou Toníčkem Havelkou držet. Říkala jsem, Tondo, nebudeme se dívat. Tak jsme se nedívali. Já nevím vůbec, jak to proběhlo. Pak nám bylo tak špatně, že do nás vrazili asi celou flašku nějakého koňaku. To není jen tak.

## Obvinění

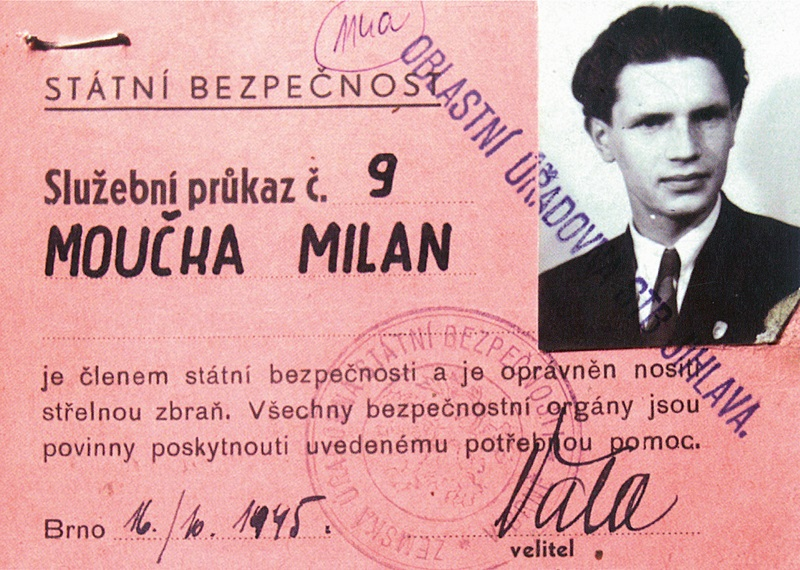
Služební průkaz Milana Moučky.

Major policie Ilja Pravda obvinil Brožovou jako poslední žijící prokurátorku spolu s tehdejším brutálním vyšetřovatelem Milanem Moučkou za podíl na justičních vraždách v procesu s Miladou Horákovou poprvé v roce 2006, kdy byl případ vrácen státním zástupcem k došetření.
Podruhé byla v červenci 2007 obviněna Brožová již sama na základě nově objevených materiálů v Národním archivu. Tyto údajně nově nalezené materiály však publikoval v roce 1995 historik Karel Kaplan v knize o procesu s Miladou Horákovou.

## Proces
Dne 1. listopadu 2007 byla bývalá prokurátorka Městským soudem v Praze odsouzena k osmiletému nepodmíněnému trestu. Předseda senátu Petr Braun připustil, že Brožová ze zdravotních důvodů možná nenastoupí k výkonu trestu, zdůraznil však důležitost samotného odsouzení jako takového i v kontextu morálního odsouzení zločinů komunismu. Dne 10. února 2008 Vrchní soud v Praze rozhodl, že čtyřnásobná justiční vražda z roku 1950 je promlčena, a tím tak Brožovou osvobodil.
Nejvyšší soud z podnětu nejvyšší státní zástupkyně však případ vrátil vrchnímu soudu k posouzení a dne 11. září 2008 byla Brožová odsouzena k 6 letům odnětí svobody nepodmíněně, pod dolní hranicí trestní sazby. Využita byla pro ni právní úprava z dob Rakouska-Uherska, platná ještě v době procesu s Miladou Horákovou, která připouštěla nižší trestní sazbu. Žádost nejvyšší státní zástupkyně o milost pro Brožovou u prezidenta republiky byla zamítnuta. 19. března 2009 nastoupila k výkonu trestu do věznice ve Světlé nad Sázavou. Její advokátka oznámila, že podá ústavní stížnost, ale tu v červenci 2009 Ústavní soud odmítl a definitivně tak potvrdil šestiletý trest vězení. Následně zamítl soud žádost o přerušení výkonu trestu.

## Udělení milosti
21. prosince 2010 udělil prezident Václav Klaus Brožové-Polednové milost. Její udělení bylo vysvětleno tím, že prezident „přihlédl k vysokému věku odsouzené, k tomu, že část trestu již vykonala, a k jejímu zdravotnímu stavu.“ Po svém propuštění Brožová-Polednová svých činů nelitovala a milost prezidenta považovala za samozřejmost. Pozastavila se však nad tím, že za účast na procesu nebyl odsouzen žádný soudce:
"Souhlasím s panem prezidentem, že mi udělil milost. Neměla jsem ve vězení vůbec být. U procesu jsem tenkrát byla jako novicka z příkazu. Mluvit by se mělo o tehdejších ústavních soudcích, ne o mně."
Brožová-Polednová byla jakožto 88letá žena nejstarší vězeňkyní v Česku a ze svého trestu si odseděla rok a osm měsíců.

## Evropský soud pro lidská práva
Na své odsouzení si stěžovala i u Evropského soudu pro lidská práva, kde prostřednictvím svého právního zástupce namítala, že její jednání nebylo v 50. letech 20. století trestné a že Česká republika v jejím případě porušila právo na spravedlivý proces. Její stížnost byla ale zamítnuta, protože měla možnost se vyjádřit ke všem důkazům, byla odsouzena podle tehdy účinného zákona a protože si musela být při svém právnickém vzdělání i předchozích zkušenostech prokurátorky vědoma, že celý proces byl dopředu zmanipulován. Podle soudu Úmluva o ochraně lidských práv a základních svobod nemůže „poskytovat ochranu likvidování politických oponentů prostřednictvím trestů smrti ukládaných v řízení, které zjevně porušuje právo na spravedlivý proces a zejména právo na život.“

## Zajímavosti

### Státní vyznamenání
Dne 30. dubna 1971 jí prezident Ludvík Svoboda propůjčil vyznamenání Za zásluhy o výstavbu.